# 杜利亚詹石油镇
杜利亚詹石油镇（Duliajan Oil Town），是印度阿萨姆邦Dibrugarh县的一个城镇。总人口21707（2001年）。

## 人口
该地2001年总人口21707人，其中男性11477人，女性10230人；0—6岁人口2215人，其中男1123人，女1092人；识字率83.53%，其中男性为86.81%，女性为79.85%。